# Mathieu Herbaut
Mathieu Herbaut, známý jako ZywOo (* 9. listopadu 2000), je francouzský profesionální hráč počítačové hry Counter-Strike: Global Offensive. Od roku 2018 působí v týmu Team Vitality. V roce 2019 a 2020 se v každoročním žebříčku fóra HLTV umístil jako nejlepší hráč na světě. Někdy se mu také přezdívá „vyvolený“, protože se narodil v den komerčního vydání původní hry Counter-Strike.

## Raný život
Začal hrát v sedmi letech se svým bratrem, ale matka mu dovolila hrát jen necelou hodinu denně. I poté, co se stal teenagerem, stále „nehrál uprostřed noci“ nebo „nehrál 4 až 5 hodin v kuse“, rodina vždy dohlížela na to, co dělá. Matka ho také povzbuzovala, aby se do videoher pustil, a čas od času si s ním dokonce zahrála. Než mu však dovolila zapojit se do esportu, požadovala, aby si nejprve dokončil středoškolské vzdělání a získal maturitu, což se mu podařilo.

## Kariéra

### 2018
Po dokončení bakalářského studia se ZywOo mohl profesionálně věnovat esportu a v říjnu se připojil k týmu Team Vitality. Výsledky se dostavily rychle – v listopadu vyhráli DreamHack Open Atlanta 2018. Následující měsíc se kvalifikovali na IEM Katowice Major 2019.

### 2019
Výsledky ZywOa a jeho týmu na Majorech nebyly nijak oslnivé. Na Majoru Katowice 2019 skončili na 9.–11. místě a na StarLadder Berlin Major 2019 obsadili 5.–8. místo. Přesto se jim podařilo zvítězit ve dvou turnajích nejvyšší úrovně v sezóně, ECS Season 7 Finals a EPICENTER 2019, a dvakrát skončili druzí na ESL One: Cologne 2019 a DreamHack Masters Malmö 2019.
Mathieuovy individuální statistiky byly v tomto roce působivé. Pětkrát se umístil na pozici MVP a celkově měl v LAN turnajích rating 1,30. V lednu 2020 byl ZywOo zvolen serverem HLTV nejlepším světovým hráčem roku 2019.

### 2020
V roce 2020 se mnoho turnajů buď převedlo na online formát, nebo se kvůli covidu-19 neuskutečnily. ZywOo se podruhé za sebou stal prvním hráčem žebříčku HLTV, za nímž se umístili Oleksandr „s1mple“ Kostyliev z Natus Vincere a Nicolai „dev1ce“ Reedtz z Astralis.

### 2021
Po kvalifikaci na PGL Major Stockholm 2021 Team Vitality ve čtvrtfinále prohrál s Natus Vincere a umístil se na pátém místě. Podle HLTV byl vyhodnocen jako druhý nejlepší hráč roku 2021, přičemž první místo obsadil s1mple.

### 2022
Tým Vitality vypadl z PGL Major Antwerp 2022 pátý den, když prohrál s týmem Heroic. Podle HLTV byl vyhodnocen jako druhý nejlepší hráč roku 2022, první místo obsadil s1mple.

### 2023
Na šampionátu Blast Paris Major 2023, který Team Vitality vyhrál nad týmem GamerLegion a ve finále ho porazil 2:0, získal ZywOo cenu MVP. Své šestnácté ocenění MVP získal po vítězství Teamu Vitality nad ENCE ve velkém finále turnaje Gamers8 2023. Své osmnácté ocenění MVP získal po vítězství Teamu Vitality nad FaZe Clanem ve finále turnaje BLAST World Final 2023. Podle HLTV byl vyhodnocen jako nejlepší hráč roku 2023. 

### 2024
Na šampionátu PGL Major Copenhagen 2024 Team Vitality v semifinále prohrál s FaZe Clanem. Své devatenácté ocenění MVP získal po prohře Týmu Vitality nad Mouzem v turnaji ESL Pro Leaque 19.Své dvacáté ocenění MVP získal po vítězství Týmu Vitality nad Navus Vincere v turnaji IEM Cologne 2024, tím se stává druhým nejvíce oceněným hráčem MVP na serveru HLTV. Podle  HLTV byl vyhodnocen jako třetí nejlepší hráč roku 2024.

### 2025
Své dvacáté první ocenění MVP získal po vítězství Týmu Vitality nad Týmem Spirit v turnaji IEM Katowice 2025, tím společně s hráčem s1mple je nejvíce oceněným hráčem MVP na serveru HLTV.

## Ocenění
- Byl zvolen jako nejlepší hráč roku 2019 serverem HLTV.[2]
- Byl zvolen jako nejlepší hráč roku 2020 serverem HLTV.[3]
- Byl zvolen jako druhý nejlepší hráč roku 2021 serverem HLTV.[12]
- Byl zvolen jako druhý nejlepší hráč roku 2022 serverem HLTV.[15]
- Obdržel 21 ocenění MVP.[9]
- Byl zvolen jako nejlepší hráč roku 2023 serverem HLTV.[18]
- Byl zvolen jako třetí nejlepší hráč roku 2024 serverem HLTV.[21]